# Submersed
Submersed (englisch für untergetaucht) war eine US-amerikanische Alternative-Metal-Band aus Stephenville, Texas.

## Geschichte
Die Band wurde im Jahre 2003 gegründet und bestand aus dem Sänger Donald Carpenter, den Gitarristen Eric Friedman und TJ Davis, dem Bassisten Kelan Luker und dem Schlagzeuger Garrett Whitlock. Die Band wurde vom Plattenlabel Wind-Up Records unter Vertrag genommen und veröffentlichte am 28. September 2004 ihr Debütalbum In Due Time, dass von Don Gilmore und Mark Tremonti (Creed, Alter Bridge, Tremonti) produziert wurde. Garrett Whitlock spielte nur auf fünf Liedern das Schlagzeug, während die anderen sechs Titel von Scott Phillips (Creed, Alter Bridge) eingespielt wurden. 
Es folgten Tourneen in Vorprogramm von Bands wie Trapt, Seether, Rob Zombie, Chevelle, Mudvayne, Taproot und Alter Bridge. Nach einer kurzen Pause verließ Eric Friedman im Jahre 2006 die Band und wurde durch Justin Finlay ersetzt, der jedoch nur als Livemusiker in Erscheinung trat. Am 18. September 2007 erschien das zweite Studioalbum Immortal Verses, dass von Rick Beato produziert wurde. TJ Davis spielte auf diesem Album sämtliche Gitarren ein. Es folgten Tourneen mit Bands wie 12 Stones, Evans Blue oder Fuel. Ein Jahr später lösten Wind-Up Records den Vertrag mit Submersed auf, was zur Auflösung der Band führte.

## Diskografie
- 2004: In Due Time (Wind-Up Records)
- 2007: Immortal Verses (Wind-Up Records)